# Drets humans a São Tomé i Príncipe
El Country Reports on Human Rights Practices del Departament d'Estat dels Estats Units per a São Tomé i Príncipe afirma que en general el govern respecta els drets humans dels seus ciutadans, malgrat alguns problemes en unes poques àrees.
São Tomé i Príncipe era un dels 11 estats de l'Àfrica Subsahariana qualificat com a "lliure" a l'enquesta Freedom in the World 2006 publicada anualment per Freedom House, una organització pro-democràcia que monitora els drets polítics, les llibertats civils i la llibertat de premsa arreu del món. En una escala de l'1 (més lliure) al 7 (menys lliure), São Tomé ha rebut un 2 tant pels drets polítics com per les llibertats civils.

## Els drets polítics
Des de la independència el 1975 fins a 1990, el país tenia un sistema unipartidista amb drets polítics restringits. El 1990, va aprovar una constitució que va establir una democràcia multipartidista.
Des d'aleshores hi ha hagut nou eleccions nacionals a São Tomé i Príncipe: cinc eleccions per a president (en 1991, 1996, 2001, 2006 i 2011) i set per l'Assemblea Nacional (1991, 1994, 1998, 2002, i 2006, 2010 i 2014). Totes aquestes eleccions en general foren lliures, justes i transparents amb monitors nacionals i internacionals.
Les eleccions a nivell local es van dur a terme per primera vegada el 1992. Príncipe va rebre autonomia en 1994 i en 1995 va ser escollit una assemblea i govern regionals.

## Llibertats civils
Les llibertats de reunió, associació,  moviment i religiosa estan constitucionalment garantides i en general respectades pel govern. També es respecta la llibertat acadèmica.

### Llibertat de premsa
Segons el Departament d'Estat dels EUA, "La llei estableix la llibertat d'expressió i de premsa, i en general el govern els respecta. També informa que alguns periodistes practiquen autocensura".
La televisió i la ràdio són estatals i no hi ha estacions independents, a causa de les limitacions econòmiques i de mercat. No hi ha una llei que prohibeixi l'establiment d'altres emissores i tots els partits de l'oposició tenen accés als mitjans de comunicació estatals, inclòs un mínim de tres minuts al mes a la televisió. Els butlletins i fullets de l'oposició que critiquen al govern circulen lliurement.
La premsa de São Tomé està classificada com a "lliure" per l'organització Freedom House. En el seu informe de Llibertat de Premsa de 2006 São Tomé ocupa el lloc número 5 dels 48 països de l'Àfrica subsahariana en termes de llibertat de premsa, només per darrere de Mali, Maurici, Ghana i Sud-àfrica.
Freedom House descriu la situació de la llibertat de premsa al país de la següent manera:
| « | "La Constitució de São Tomé garanteix la llibertat de premsa i el govern té un historial exemplar de respectar aquests drets en la pràctica. Les publicacions que critiquen les polítiques oficials circulen lliurement sense que els periodistes siguin arrestats, empresonats, torturats o assetjats. Tanmateix, els periodistes practiquen un bon grau d'autocensura, i sovint depenen de comunicats oficials de premsa per als seus informes, la qual cosa inhibeix el creixement del periodisme d'investigació. La falta d'ingressos per publicitat, la tecnologia, la capacitació dels mitjans i els salaris baixos també constitueixen els principals obstacles per als periodistes. | » |

Altres prominents organismes de llibertat de premsa com Reporters Sense Fronteres (RSF), Institut Internacional de Premsa (IPI), i el Comitè per la Protecció de Periodistes (CPJ) no inclouen São Tomé en llurs informes anuals.

## Estat de dret

### Poder judicial i procés judicial
Pel referèndum de 1990 sobre el multipartidisme fou establert un poder judicial independent, inclòs un Tribunal Suprem amb membres dependents i designats per l'Assemblea Nacional. El Tribunal Suprem ha dictaminat tant contra el govern com el president, però algun cop subjecte a manipulació. El sistema judicial està sobrecarregat, amb escassetat de personal, mancat de finançament adequat, i ple de retards en l'audició dels casos.
La llei estableix el dret a un judici públic just, el dret d'apel·lació, el dret a la representació legal, i, si és indigent, el dret a un advocat designat per l'Estat. Els acusats tenen presumpció d'innocència, tenen dret de confrontar als testimonis, i de presentar proves en el seu propi nom. Tanmateix, els recursos inadequats han provocat llargues detencions preventives i investigacions força obstaculitzades en casos criminals.

### Conducta de les forces de seguretat
No hi ha informes que el govern o els seus agents cometin homicidis arbitraris o il·legals, tortures o desaparicions per motius polítics.

### Condicions a les presons
Les condicions penitenciàries al país es descriuen com "dures, però no amenacen la vida" en l'informe del Departament d'Estat. Segons els informes, les instal·lacions estan superpoblades, i el menjar és insuficient. Alguns presos preventius comparteixen cel·la amb els condemnats. El govern permet als observadors de drets humans visitar les presons.

## Corrupció
La corrupció oficial és un problema seriós. São Tomé i Príncipe no va ser examinat en els index de percepcions de corrupció de Transparència Internacional de 2005.

## Discriminació social
La llei estableix la igualtat de tots els ciutadans sense distinció de sexe, raça, origen racial, tendència política, creença o convicció filosòfica, i mentre el govern fa complir activament aquestes disposicions, les dones s'enfronten a la discriminació. La violència domèstica contra les dones és present, inclosa la violació, però l'extensió de la magnitud del problema és desconegut. Tot i que les dones tenen el dret de recurs legal, inclòs contra els cònjuges, moltes eren reticents a iniciar accions legals o no eren conscients dels seus drets legals. La tradició inhibeix les dones de traslladar les disputes domèstiques fora de la família.
La llei estipula que les dones i els homes tenen els mateixos drets polítics, econòmics i socials. Mentre que moltes dones tenen accés a les oportunitats en l'educació, els negocis i el govern, en la pràctica les dones encara segueixen tenint una discriminació social significativa.
El maltractament dels nens no està gaire estès; tanmateix hi ha poca protecció dels orfes i nens abandonats. El treball infantil és un problema.
No hi informes persones que van ser tractades, dins o fora del país.

## Drets dels Treballadors
El dret a la vaga, organització, i negociació col·lectiva són garantits i respectats. Hi ha pocs sindicats, però les cooperatives independents han aprofitat el programa de distribució de terres del govern per atreure treballadors. A causa del seu paper com a principal contractador en el sector dels salaris, el govern segueix sent l'interlocutor clau per a la mà d'obra en tots els assumptes, inclosos els salaris. Moltes condicions de treball de les plantacions estatals de cacau són molt dures.

## Situació històrica
El gràfic següent mostra les qualificacions de São Tomé i Príncipe des de 1975 als informes de Llibertat al món publicats anualment per Freedom House. Un valor d'1 és "lliure"; 7 "no lliure"1
| \| Any \| Drets polítics \| Llibertats civils \| Situació \| President2 \| \| 1975 \| 5 \| 5 \| Parcialment lliure \| Manuel Pinto da Costa \| \| 1976 \| 5 \| 5 \| Parcialment lliure \| Manuel Pinto da Costa \| \| 1977 \| 6 \| 5 \| No Lliure \| Manuel Pinto da Costa \| \| 1978 \| 6 \| 6 \| No Lliure \| Manuel Pinto da Costa \| \| 1979 \| 6 \| 6 \| No Lliure \| Manuel Pinto da Costa \| \| 1980 \| 6 \| 6 \| No Lliure \| Manuel Pinto da Costa \| \| 1981 \| 6 \| 6 \| No Lliure \| Manuel Pinto da Costa \| \| 19823 \| 6 \| 6 \| No Lliure \| Manuel Pinto da Costa \| \| 1983 \| 7 \| 7 \| No Lliure \| Manuel Pinto da Costa \| \| 1984 \| 7 \| 7 \| No Lliure \| Manuel Pinto da Costa \| \| 1985 \| 7 \| 7 \| No Lliure \| Manuel Pinto da Costa \| \| 1986 \| 7 \| 7 \| No Lliure \| Manuel Pinto da Costa \| \| 1987 \| 7 \| 7 \| No Lliure \| Manuel Pinto da Costa \| \| 1988 \| 6 \| 7 \| No Lliure \| Manuel Pinto da Costa \| \| 1989 \| 6 \| 5 \| No Lliure \| Manuel Pinto da Costa \| \| 1990 \| 5 \| 5 \| Parcialment lliure \| Manuel Pinto da Costa \| \| 1991 \| 2 \| 3 \| Lliure \| Manuel Pinto da Costa \| \| 1992 \| 2 \| 3 \| Lliure \| Miguel Trovoada \| \| 1993 \| 1 \| 2 \| Lliure \| Miguel Trovoada \| \| 1994 \| 1 \| 2 \| Lliure \| Miguel Trovoada \| \| 1995 \| 1 \| 2 \| Lliure \| Miguel Trovoada \| \| 1996 \| 1 \| 2 \| Lliure \| Miguel Trovoada \| \| 1997 \| 1 \| 2 \| Lliure \| Miguel Trovoada \| \| 1998 \| 1 \| 2 \| Lliure \| Miguel Trovoada \| \| 1999 \| 1 \| 2 \| Lliure \| Miguel Trovoada \| \| 2000 \| 1 \| 2 \| Lliure \| Miguel Trovoada \| \| 2001 \| 1 \| 2 \| Lliure \| Miguel Trovoada \| \| 2002 \| 1 \| 2 \| Lliure \| Fradique de Menezes \| \| 2003 \| 2 \| 2 \| Lliure \| Fradique de Menezes \| \| 2004 \| 2 \| 2 \| Lliure \| Fradique de Menezes \| \| 2005 \| 2 \| 2 \| Lliure \| Fradique de Menezes \| \| 2006 \| 2 \| 2 \| Lliure \| Fradique de Menezes \| \| 2007 \| 2 \| 2 \| Lliure \| Fradique de Menezes \| \| 2008 \| 2 \| 2 \| Lliure \| Fradique de Menezes \| \| 2009 \| 2 \| 2 \| Lliure \| Fradique de Menezes \| \| 2010 \| 2 \| 2 \| Lliure \| Fradique de Menezes \| \| 2011 \| 2 \| 2 \| Lliure \| Fradique de Menezes \| \| 2012[3] \| 2 \| 2 \| Lliure \| Manuel Pinto da Costa \| \| 2013[4] \| 2 \| 2 \| Lliure \| Manuel Pinto da Costa \| \| 2014[5] \| 2 \| 2 \| Lliure \| Manuel Pinto da Costa \| |                |                   |                    |                       |
| Any | Drets polítics | Llibertats civils | Situació           | President2            |
| 1975 | 5              | 5                 | Parcialment lliure | Manuel Pinto da Costa |
| 1976 | 5              | 5                 | Parcialment lliure | Manuel Pinto da Costa |
| 1977 | 6              | 5                 | No Lliure          | Manuel Pinto da Costa |
| 1978 | 6              | 6                 | No Lliure          | Manuel Pinto da Costa |
| 1979 | 6              | 6                 | No Lliure          | Manuel Pinto da Costa |
| 1980 | 6              | 6                 | No Lliure          | Manuel Pinto da Costa |
| 1981 | 6              | 6                 | No Lliure          | Manuel Pinto da Costa |
| 19823 | 6              | 6                 | No Lliure          | Manuel Pinto da Costa |
| 1983 | 7              | 7                 | No Lliure          | Manuel Pinto da Costa |
| 1984 | 7              | 7                 | No Lliure          | Manuel Pinto da Costa |
| 1985 | 7              | 7                 | No Lliure          | Manuel Pinto da Costa |
| 1986 | 7              | 7                 | No Lliure          | Manuel Pinto da Costa |
| 1987 | 7              | 7                 | No Lliure          | Manuel Pinto da Costa |
| 1988 | 6              | 7                 | No Lliure          | Manuel Pinto da Costa |
| 1989 | 6              | 5                 | No Lliure          | Manuel Pinto da Costa |
| 1990 | 5              | 5                 | Parcialment lliure | Manuel Pinto da Costa |
| 1991 | 2              | 3                 | Lliure             | Manuel Pinto da Costa |
| 1992 | 2              | 3                 | Lliure             | Miguel Trovoada       |
| 1993 | 1              | 2                 | Lliure             | Miguel Trovoada       |
| 1994 | 1              | 2                 | Lliure             | Miguel Trovoada       |
| 1995 | 1              | 2                 | Lliure             | Miguel Trovoada       |
| 1996 | 1              | 2                 | Lliure             | Miguel Trovoada       |
| 1997 | 1              | 2                 | Lliure             | Miguel Trovoada       |
| 1998 | 1              | 2                 | Lliure             | Miguel Trovoada       |
| 1999 | 1              | 2                 | Lliure             | Miguel Trovoada       |
| 2000 | 1              | 2                 | Lliure             | Miguel Trovoada       |
| 2001 | 1              | 2                 | Lliure             | Miguel Trovoada       |
| 2002 | 1              | 2                 | Lliure             | Fradique de Menezes   |
| 2003 | 2              | 2                 | Lliure             | Fradique de Menezes   |
| 2004 | 2              | 2                 | Lliure             | Fradique de Menezes   |
| 2005 | 2              | 2                 | Lliure             | Fradique de Menezes   |
| 2006 | 2              | 2                 | Lliure             | Fradique de Menezes   |
| 2007 | 2              | 2                 | Lliure             | Fradique de Menezes   |
| 2008 | 2              | 2                 | Lliure             | Fradique de Menezes   |
| 2009 | 2              | 2                 | Lliure             | Fradique de Menezes   |
| 2010 | 2              | 2                 | Lliure             | Fradique de Menezes   |
| 2011 | 2              | 2                 | Lliure             | Fradique de Menezes   |
| 2012 | 2              | 2                 | Lliure             | Manuel Pinto da Costa |
| 2013 | 2              | 2                 | Lliure             | Manuel Pinto da Costa |
| 2014 | 2              | 2                 | Lliure             | Manuel Pinto da Costa |

## Tractats internacionals
La postura de São Tomé i Príncipe sobre els tractats internacionals dels drets humans és:
| Tractat | Organització   | Introduït | Signat | Ratificat |
| Convenció per la Prevenció i la Sanció del Delicte de Genocidi                                                                                  | Nacions Unides | 1948      | -      | -         |
| Convenció Internacional sobre l'Eliminació de totes les Formes de Discriminació Racial                                                          | Nacions Unides | 1966      | 2000   | -         |
| Pacte Internacional dels Drets Econòmics, Socials i Culturals                                                                                   | Nacions Unides | 1966      | 1995   | -         |
| Pacte Internacional de Drets Civils i Polítics                                                                                                  | Nacions Unides | 1966      | 1995   | -         |
| Primer Protocol Facultatiu del Pacte Internacional de Drets Civils i Polítics                                                                   | Nacions Unides | 1966      | 2000   | -         |
| Convenció per la Imprescriptibilitat dels Crims contra la Humanitat i Crims de Guerra]                                                          | Nacions Unides | 1968      | -      | -         |
| Convenció Internacional sobre la Repressió i el Càstig del Crim d'Apartheid                                                                     | Nacions Unides | 1973      | -      | 1979      |
| Convenció sobre l'eliminació de totes les formes de discriminació contra la dona                                                                | Nacions Unides | 1979      | 1995   | 2003      |
| Convenció contra la tortura i altres tractes o penes cruels, inhumanes o degradants                                                             | Nacions Unides | 1984      | 2000   | -         |
| Convenció sobre els drets de l'infant | Nacions Unides | 1989      | -      | 1991      |
| Segon Protocol Facultatiu del Pacte Internacional de Drets Civils i Polítics                                                                    | Nacions Unides | 1989      | 2000   | -         |
| Convenció internacional sobre la protecció dels drets de tots els treballadors migratoris i dels seus familiars                                 | Nacions Unides | 1990      | 2000   | -         |
| Protocol Facultatiu de la Convenció sobre l'eliminació de totes les formes de discriminació contra la dona                                      | Nacions Unides | 1999      | 2000   | -         |
| Protocol Facultatiu de la Convenció sobre els Drets del Nen relatiu a la participació d'infants en els conflictes armats                        | Nacions Unides | 2000      | -      | -         |
| Protocol Facultatiu de la Convenció sobre els Drets de l'Infant relatiu a la venda d'infants, la prostitució infantil i la pornografia infantil | Nacions Unides | 2000      | -      | -         |
| Convenció Internacional sobre els Drets de les Persones amb Discapacitat                                                                        | Nacions Unides | 2006      | -      | -         |
| Protocol Facultatiu de la Convenció sobre els Drets de les Persones amb Discapacitat                                                            | Nacions Unides | 2006      | -      | -         |
| Convenció internacional per a la protecció de totes les persones contra les desaparicions forçades                                              | Nacions Unides | 2006      | -      | -         |
| Protocol Facultatiu del Pacte Internacional de Drets Econòmics, Socials i Culturals                                                             | Nacions Unides | 2008      | -      | -         |
| Protocol Facultatiu de la Convenció sobre els Drets del Nen en Procediment de Comunicacions                                                     | Nacions Unides | 2011      | -      | -         |